# Franz Josef Rammig

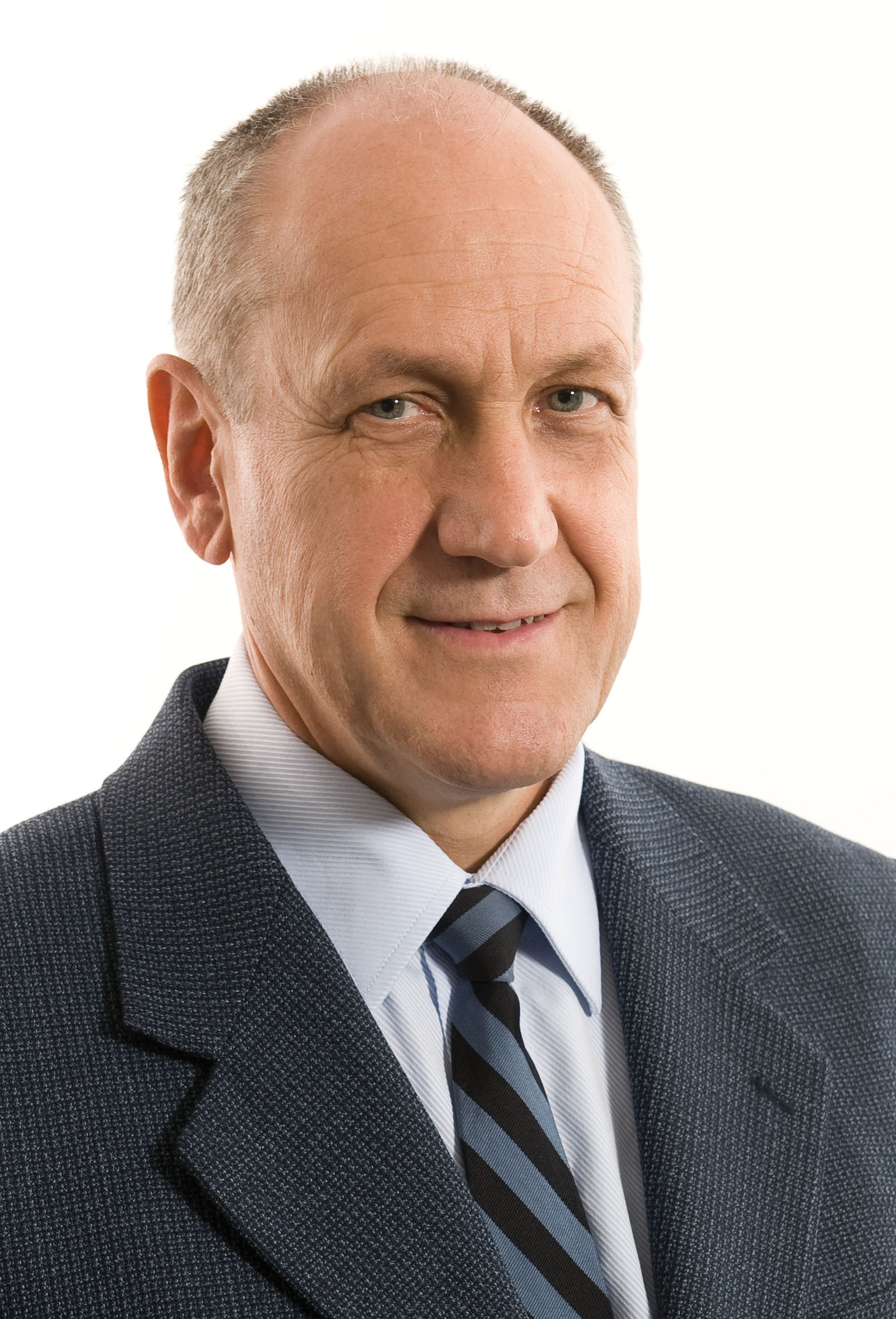
Franz Josef Rammig

Franz Josef Rammig (* 5. Juni 1947 in Landsberg am Lech) ist deutscher Informatiker und war Inhaber des Lehrstuhls für Entwurf paralleler Systeme am Heinz Nixdorf Institut der Universität Paderborn.

## Werdegang
Rammig schloss 1973 sein Studium an der Universität Bonn als Diplom-Mathematiker ab. 1977 promovierte er an der Universität Dortmund im Fach Informatik mit der höchsten Auszeichnung „summa cum laude“. An derselben Universität war er im Anschluss als wissenschaftlicher Mitarbeiter in der Abteilung Informatik tätig. Seit 1983 ist er Professor für Praktische Informatik an der Universität Paderborn, seit 1993 auf einer Stiftungsprofessur im Heinz Nixdorf Institut. Rufe an die Universität Würzburg und die Technische Hochschule Darmstadt lehnte er 1992 ab. Rammig verbrachte mehrmonatige Forschungsaufenthalte am Xerox PARC (1987), an der University of California, Irvine (1992, 1997 und 2002) und an der Universidade Federal de Santa Catarina in Florianópolis (2008).

## Forschungsschwerpunkte
Die Schwerpunkte in der Forschungsarbeit von Rammig waren:
- Angewandte Informatik,
- Spezifikation, Modellierung und Verifikation verteilter eingebetteter Realzeit-Systeme;
- Betriebssysteme für verteilte Realzeit-Systeme und
- Rekonfigurierbare Hardware.

## Auszeichnungen und weitere Funktionen
Rammig war von 1998 bis 1999 Vize-Präsident der Gesellschaft für Informatik. Außerdem vertritt er Deutschland bei der International Federation for Information Processing (IFIP), dem Weltdachverband der Informatikgesellschaften und im IFIP Komitee Computer Systems Technologie (TC 10). Im Rahmen von TC10 gründete Rammig die Working Group WG10.2, Embedded Systems. Seit September 2013 ist Rammig einer der 8 Councillors der IFIP.
Rammig war bis 2012 hochschulseitiger Vorstand des C-LAB, der Kooperation zwischen der Universität Paderborn und Atos (Unternehmen). Außerdem war er von 2008 bis 2011 Dekan der Fakultät für Elektrotechnik, Informatik und Mathematik. Weiter wurde Rammig mit dem IFIP Silver Core und dem IFIP Outstanding Service Award ausgezeichnet. Seit 2003 ist er ordentliches Mitglied in der Nordrhein-Westfälischen Akademie der Wissenschaften und der Künste. Zwei Jahre später wurde er Mitglied bei Deutschen Akademie der Technikwissenschaften (acatech). 2013 erhielt er die EDA-Medaille des edacentrum.